# Basaburua
Basaburua là một đô thị trong tỉnh và cộng đồng tự trị Navarre, Tây Ban Nha. Đô thị này có diện tích là 82,31 ki-lô-mét vuông, dân số năm 2007 là 834 người.
Đô thị này thuộc khu vực nói tiếng Basque, nằm ở độ cao 545 m trên mực nước biển.

## Biến động dân số
| Biến động dân số                                        | Biến động dân số | Biến động dân số | Biến động dân số | Biến động dân số | Biến động dân số | Biến động dân số | Biến động dân số | Biến động dân số | Biến động dân số | Biến động dân số |
| 1996                                                    | 1998             | 1999             | 2000             | 2001             | 2002             | 2003             | 2004             | 2005             | 2006             | 2007             |
| ------------------------------------------------------- | ---------------- | ---------------- | ---------------- | ---------------- | ---------------- | ---------------- | ---------------- | ---------------- | ---------------- | ---------------- |
| 682                                                     | 685              | 697              | 676              | 667              | 671              | 682              | 683              | 714              | 799              | 834              |
| Nguồn: Basaburua et instituto de estadística de navarra |                  |                  |                  |                  |                  |                  |                  |                  |                  |                  |